# Мощи в буддизме
Мощи в буддизме — останки высших иерархов в буддизме или лиц, достигших просветления. Являются объектами поклонения верующих.

## Мощи Будды Гаутамы
Будда Гаутама сам определил способ своего захоронения в соответствии с обрядом для Вселенского властителя (чакравартина). Тело заворачивается в пятьсот слоёв хлопковой ткани. Железный гроб заполняется маслом, закрывается двумя металлическими крышками и сжигается на костре. Для дров используются породы драгоценных деревьев. Затем огонь тушат молоком, а кости складывают в урну. При горении в масле кости сохраняются целыми, а мышцы не оставляют золы или углей. По преданию, два слоя ткани (внутренний и внешний), в которые было завёрнуто тело Будды Гаутамы, остались целыми. Останки Будды Гаутамы были разделены на восемь частей и сложены в специальные урны, над которыми были возведены ступы. Девятая ступа была построена над погребальным костром, а десятая — над гробом. Согласно легенде, после кремации Гаутамы, один из его учеников достал из погребального костра зуб и сохранил для почитания. Многие века 3уб Будды хранился в Индии, а затем был перевезён на остров Шри-Ланка, где для этой реликвии впоследствии построили храм Зуба Будды.

## Методы получения
Мумии буддистов - "нетленные тела просветлённых" - получаются в результате применения адептами определённых методов самомумификации (и самоубийства). Методы отличаются деталями, но имеют общие черты. Некоторые методы были распространены на территории Китая и Японии. В некоторых случаях мумификация производилась после смерти, стараниями сподвижников, путём захоронения в определённых условиях. Некоторые покрывали тела глиной или солью незадолго до смерти. По словам Виктора Х. Майра в сериале канала Discovery «Тайна тибетской мумии», самомумификация тибетского монаха, умершего ок. 1475 г., тело которого было извлечено относительно нетленным в 1990-х годах, было достигнуто с помощью сложных практик медитации в сочетании с длительным голоданием и медленным самоудушением с помощью специального ремня, который соединял шею с коленями в позе лотоса. Монахи-аскеты (Сокушинбуцу) в Японии практиковали  нюдзё (入定), практику самоубийства, придерживаясь древесной диеты, состоящей из соли, орехов, семян, корней, сосновой коры и чая уруси. Затем их заживо хоронили в сосновом ящике, полном соли, соединенном трубкой для подачи воздуха, и звонили в колокольчик, сигнализируя, что они живы. Когда звонок переставал звонить, воздушную трубку удаляли. В Японии ввели запрет на раскапывание в 1879 году, а помощь в самоубийстве, включая религиозное самоубийство, теперь запрещена законом.

## Реликвии, остающиеся после кремации
После кремации духовных лиц, достигших состояния святости, часто находят реликвии, которые представляют знаки, появившиеся на костях, или образования особого рода, называемых Рингсэл. Так, по некоторым данным:

После кремации моего коренного Учителя, Тулку Ургьен Ринпоче, также появились несколько реликвий Рингсэл, а на его черепе проявился слог «А», означающий перенос в Дхармакаю. Помимо этого я лично держал в руках реликвию, возникшую после кремации махасиддхи Тангтонг Гьялпо (XVI—XVII век н. э.), и не упустил случая её сфотографировать. Она представляет собой маленький кусочек бедренной кости этого великого тибетского мастера, на котором под лупой можно видеть отчётливое барельефное изображение тысячерукого Авалокитешвары. Также есть фотография маленькой статуэтки Будды, сидящего на лотосе, образовавшейся из кости умершего в 1981 году в клинике в Чикаго, США, 16-го Кармапы, Рангджунг Дордже, после кремации в 1982 году в Индии. Среди его останков и пепла было найдено сразу несколько изображений Будд и множество мелких реликвий рингсэл:56. 

## Феномен ламы Итигэлова
Большой резонанс вызвало обнаруженное в 2002 году нетленное тело ламы Итигэлова, пролежавшее в земле 75 лет.